# 1488
Пізнє середньовіччя •  Відродження •  Реконкіста •  Ганза •  Ацтецький потрійний союз •  Імперія інків

## Геополітична ситуація
Османську державу очолює Баязид II (до 1512). Імператором Священної Римської імперії є Фрідріх III. У Франції королює Карл VIII Люб'язний (до 1498).
Апеннінський півострів розділений: північ формально належить Священній Римській імперії, середню частину займає Папська держава, південь належить Неаполітанському королівству. Могутніми державними утвореннями півночі є Венеційська республіка, Флорентійська республіка, Генуезька республіка та герцогство Міланське.
Кастилія і Леон та Арагонське королівство об'єднані в Іспанське королівство, де правлять католицькі королі Фердинанд II Арагонський (до 1516) та Ізабелла I Кастильська (до 1504).
В Португалії королює Жуан II (до 1495). Під владою маврів залишилися тільки землі на самому півдні Піренейського півострова.
Генріх VII є королем Англії (до 1509), королем Данії та Норвегії — Юхан II (до 1513), Швецію очолює регент Стен Стуре Старший (до 1497). Королем Угорщини є Матвій Корвін (до 1490), а Богемії — Владислав II Ягеллончик. У Польщі королює, а у Великому князівстві Литовському княжить Казимир IV Ягеллончик (до 1492).
Галичина входить до складу Польщі. Волинь належить Великому князівству Литовському. Московське князівство очолює Іван III Васильович (до 1505).
На заході євразійських степів від Золотої Орди відокремилися Казанське ханство, Кримське ханство, Ногайська орда. У Єгипті панують мамлюки. У Китаї править династія Мін. Значними державами Індостану є Делійський султанат, Бахмані, Віджаянагара. В Японії триває період Муроматі.
У Долині Мехіко править Ацтецький потрійний союз на чолі з Ахвіцотлем (до 1502). Цивілізація мая переживає посткласичний період. В Імперії інків править Тупак Юпанкі (до 1493).

## Події
- Надання Магдебурзького права місту Чернівці.
- Королем Шотландії став Яків IV, відібравши владу в батька.
- Анна Бретонська стала герцогинею Бретані.
- Божевільна війна у Франції завершилася перемогою королівських військ поблизу Сент-Обен-дю-Корм'є.
- Португальський мореплавець Бартоломеу Діаш висадився на берег у Моссел-Бей (тепер Південно-Африканська Республіка), обігнувши південний край Африки — мис Доброї Надії.
- Генуезька республіка підкорилася герцогу Мілана.
- За ініціативою імператора Фрідріха III утворено Швабський союз.
- Італійського філософа Мірандолу заарештовано в Савої за звинуваченням у єресі.